# Scolia sexmaculata
Scolia sexmaculata is een vliesvleugelig insect uit de familie van de Scoliidae. De wetenschappelijke naam van de soort is voor het eerst geldig gepubliceerd in 1766 door O. F. Muller.